# 546845 Wulumuqiyizhong
546845 Wulumuqiyizhong è un asteroide della fascia principale. Scoperto nel 2011, presenta un'orbita caratterizzata da un semiasse maggiore pari a 1,8974608 au e da un'eccentricità di 0,0596231, inclinata di 19,15684° rispetto all'eclittica.
L'asteroide è dedicato all'omonima scuola della provincia dello Xinjiang.